# 24 ur Le Mansa 1936
24 ur Le Mansa 1936 bi morala biti štirinajsta vzdržljivostna dirka 24 ur Le Mansa. Potekati bi morala 14. in 15. junija 1936, toda zaradi stavke delavcev so jo morali odpovedati. Prijavljenih je bilo 33 moštev, tudi tovarniška Delage, Aston Martin, Talbot, Delahaye in Simca-Gordini.